# Ilaix Moriba
Moriba Kourouma Kourouma (Conakri, Guinea, 19 de enero de 2003), más conocido como Ilaix Moriba, es un futbolista hispano-guineano que juega como centrocampista en el R. C. Celta de Vigo de la Primera División de España. Es hermano de los también futbolistas Lass Kourouma y Baba Kourouma.

## Trayectoria

### F. C. Barcelona
Moriba llegó al Fútbol base del Fútbol Club Barcelona procedente del R. C. D. Espanyol en 2010. Ha sido considerado como uno de los mejores jugadores de su generación, y muy a menudo ha jugado en categorías de jugadores mayores que él. Moriba realmente destacó a los 15 años cuando marcó un hat-trick ante el Real Madrid sub-19 en el torneo The Cup en Sant Pol de mar (Barcelona). Lo más destacable fue su último gol, donde marcó desde el centro del campo al inicio de la segunda parte.
En enero de 2019, cuando su contrato juvenil estaba a punto de expirar, clubes como el Manchester City y la Juventus de Turín intentaron ficharlo, pero finalmente llegó a firmar un contrato récord, con un salario de más de 500 000 euros anuales y una cláusula de rescisión fijada a 100 millones de euros. La temporada siguiente debutaría con el F. C. Barcelona "B" el 7 de septiembre de 2019 en la derrota por 1-0 ante el Ejea. Marcó su primer gol el 8 de marzo, el ganador en la victoria por 3-2 contra la Unió Esportiva Llagostera.
Durante la temporada 2020-21, en el mes de enero, Koeman lo incluyó en el primer equipo por primera vez para un partido de La Liga contra el Granada. Fue suplente -no utilizado- en una victoria a domicilio por 4-0. El 21 de enero de 2021 en la misma temporada hizo su debut en una victoria a domicilio por 2-0 contra la Unió Esportiva Cornellà en los dieciseisavos de final de la Copa del Rey. El 13 de febrero debutó como titular en Liga dando una asistencia en el triunfo del Barça 5-1 sobre el Deportivo Alavés. El 27 de febrero entró a falta de 20 minutos del final y asistió para el segundo gol en la victoria del Barça 0-2 sobre el Sevilla F. C. por Liga 2020-21.
Su primer gol lo marcó en el triunfo 0-2 sobre el C. A. Osasuna el 6 de marzo de 2021. El 22 de marzo participó 22 minutos y firmó otra asistencia en la victoria 1-6 sobre la Real Sociedad en Liga.

### R. B. Leipzig
Ante la negativa del jugador por renovar su contrato, el club decidió traspasarlo al R. B. Leipzig por 16 millones de euros más 6 en variables el 31 de agosto de 2021. El club azulgrana se guardó un 10% de una futura venta.

#### Cesiones en España
Tras media temporada en Alemania, el 28 de enero de 2022 regresó al fútbol español para jugar cedido en el Valencia C. F. hasta final de temporada. El 1 de septiembre volvió a ser cedido hasta el 30 de junio de 2023.
Después de esta segunda cesión en Valencia volvió a Alemania, donde no jugó ningún partido antes de ser nuevamente prestado en enero de 2024 a un equipo español, el Getafe C. F. Allí completó la temporada y en el mes de agosto recaló en el R. C. Celta de Vigo, que se guardaba una opción de compra. Esta se hizo efectiva en junio y firmó hasta 2029.

## Selección nacional
Recibió una convocatoria de la selección de Guinea en 2017 para integrarse a la sub-16, sin embargo el jugador y su entorno rechazaron la oferta porque consideraron que era demasiado pronto. Ha sido convocado regularmente por las categorías inferiores de la selección de España.
El 21 de agosto de 2021 renunció a representar a la selección española y optó por jugar con la selección de Guinea. En diciembre fue convocado para participar en la Copa Africana de Naciones 2021, realizando su debut en un amistoso previo al torneo ante Ruanda.

## Vida privada
Nació en Guinea y tiene nacionalidad española.

## Estilo de juego
Por su físico y creatividad, Moriba ha sido comparado con el futbolista francés Paul Pogba.

## Estadísticas

### Clubes
Actualizado al último partido disputado el 24 de mayo de 2025.
| Club                         | Div.          | Temporada     | Liga  | Liga  | Copas nacionales | Copas nacionales | Copas internacionales | Copas internacionales | Total | Total |
| Club                         | Div.          | Temporada     | Part. | Goles | Part.            | Goles            | Part.                 | Goles                 | Part. | Goles |
| ---------------------------- | ------------- | ------------- | ----- | ----- | ---------------- | ---------------- | --------------------- | --------------------- | ----- | ----- |
| F. C. Barcelona "B" · España | 2.ª B         | 2019-20       | 11    | 1     | —                | —                | —                     | —                     | 11    | 1     |
| F. C. Barcelona "B" · España | 2.ª B         | 2020-21       | 11    | 1     | —                | —                | —                     | —                     | 11    | 1     |
| F. C. Barcelona "B" · España | Total club    | Total club    | 22    | 2     | 0                | 0                | 0                     | 0                     | 22    | 2     |
| F. C. Barcelona · España     | 1.ª           | 2020-21       | 14    | 1     | 3                | 0                | 1                     | 0                     | 18    | 1     |
| F. C. Barcelona · España     | Total club    | Total club    | 14    | 1     | 3                | 0                | 1                     | 0                     | 18    | 1     |
| R. B. Leipzig · Alemania     | 1.ª           | 2021-22       | 2     | 0     | 1                | 0                | 3                     | 0                     | 6     | 0     |
| Valencia C. F. · España      | 1.ª           | 2021-22       | 14    | 0     | 4                | 0                | —                     | —                     | 18    | 0     |
| Valencia C. F. · España      | 1.ª           | 2022-23       | 24    | 0     | 4                | 1                | —                     | —                     | 28    | 1     |
| Valencia C. F. · España      | Total club    | Total club    | 38    | 0     | 8                | 1                | 0                     | 0                     | 46    | 1     |
| R. B. Leipzig · Alemania     | 1.ª           | 2023-24       | 0     | 0     | 0                | 0                | 0                     | 0                     | 0     | 0     |
| R. B. Leipzig · Alemania     | Total club    | Total club    | 2     | 0     | 1                | 0                | 3                     | 0                     | 6     | 0     |
| Getafe C. F. · España        | 1.ª           | 2023-24       | 14    | 0     | 0                | 0                | ―                     | ―                     | 14    | 0     |
| Getafe C. F. · España        | Total club    | Total club    | 14    | 0     | 0                | 0                | 0                     | 0                     | 14    | 0     |
| R. C. Celta de Vigo · España | 1.ª           | 2024-25       | 33    | 1     | 2                | 0                | ―                     | ―                     | 35    | 1     |
| R. C. Celta de Vigo · España | 1.ª           | 2025-26       | 0     | 0     | 0                | 0                | 0                     | 0                     | 0     | 0     |
| R. C. Celta de Vigo · España | Total club    | Total club    | 33    | 1     | 2                | 0                | 0                     | 0                     | 35    | 1     |
| Total carrera                | Total carrera | Total carrera | 123   | 4     | 14               | 1                | 4                     | 0                     | 141   | 5     |

## Palmarés

### Títulos nacionales
| Título       | Club            | País   | Año     |
| ------------ | --------------- | ------ | ------- |
| Copa del Rey | F. C. Barcelona | España | 2020-21 |

### Distinciones individuales
| Distinción                                                                       | Año  |
| -------------------------------------------------------------------------------- | ---- |
| Parte de los 60 mejores futbolistas sub-17 del mundo según medio TheGuardian.com | 2020 |
| Mejor jugador joven de la fase de grupos de la Copa Africana de Naciones         | 2021 |